# Makadji Boukar
Makadji Boukar (Yaoundé, 19 gennaio 1984) è un ex calciatore camerunese, di ruolo difensore.

## Carriera
La carriera di Boukar inizia nel 2002 nel Cotonsport Garoua. Successivamente, nel 2005 si trasferirà per tre anni nel Sahel FC per poi tornare nel 2008 nel Cotonsport Garoua. Ha giocato complessivamente 14 partite nella CAF Champions League.

## Palmarès

### Club

#### Competizioni nazionali
- Campionato camerunese: 4

Cotonsport Garoua: 2003, 2004, 2005, 2008
- Coppa del Camerun: 1

Cotonsport Garoua: 2003, 2004, 2008